# Anthelia japonica
Anthelia japonica is een zachte koraalsoort uit de familie Xeniidae. De koraalsoort komt uit het geslacht Anthelia. Anthelia japonica werd in 1906 voor het eerst wetenschappelijk beschreven door Kükenthal. 